# Хрестівська міська територіальна громада
Хрестівська міська територіальна громада — територіальна громада в Україні, у Горлівському районі Донецької області. Адміністративний центр — місто Хрестівка.
Територія територіальної громади є тимчасово окупованою.
Утворена розпорядженням Кабінету Міністрів України від 12 червня 2020 р. № 710-р.

## Населені пункти
У територіальній громаді 22 населені пункти — місто Хрестівка, 5 селищ (Кумшацьке, Польове, Рідкодуб, Славне, Степне), і 16 сіл:
- Веселе
- Відродження
- Комишатка
- Красний Луч
- Круглик
- Малоорлівка
- Михайлівка
- Нікішине
- Новоорлівка
- Петропавлівка
- Розсипне
- Стіжкове
- Стрюкове
- Сулинівка
- Тимофіївка
- Шевченко